# Мурський Володимир Васильович
Володимир (Володимир Васильович) Мурський (10.11.1888, Замарстинів — 19.07.1935, Стамбул) — український журналіст, письменник, педагог, громадський діяч, дипломат. Представник екзильного уряду УНР в Туреччині (1929—1935).

## Життєпис

### Дитинство та освіта
Народився 10 листопада 1888 року в Замарстинові, що у передмісті Львова. Батько Володимира, Василь Тимофійович Мурський, важко хворів та помер у молодому віці, залишивши після себе чотирьох дітей (трьох синів і доньку), вихованню яких  присвятила себе його дружина Антоніна Мурська (Савко).
Володимир як найстарший з-поміж дітей першим почав здобувати освіту. Наприкінці XIX століття родина переїхала до Одеси, де Володимир навчався в Рішельєвській гімназії, що на той час була найпрестижнішим державним середньоосвітнім навчальним закладом у місті.
У ті роки там навчались відомі та знамениті в майбутньому люди, серед них і діячі українського визвольного руху, зокрема генерал-хорунжий армії УНР Андрій Гулий-Гуленко. Однак у 1905 році Мурські повернулися до Галичини і Володимир був змушений завершувати навчання вже у Львові. Там Володимир Васильович завершив середню школу та здобув вищу філологічну освіту і спеціальність народного вчителя, закінчивши філософський факультет Львівського університету.

### Громадська та політична діяльність
До початку Першої світової війни працював учителем. 1917—18 активно пропагував національно-державну і культурну політику Української Центральної Ради, редагуючи разом з Іваном Липою часопис «Українське слово» в Одесі, а згодом — очолюючи департамент преси і пропаганди Української Народної Республіки.  Увійшов до складу Одеського Українського керовничого комітету, громадської організації, яка репрезентувала український рух у місті та була визнана Тимчасовим урядом і Українською Центральною Радою.
У травні 1917 року В. Мурського обирають писарем ради Українського вчительського товариства, пізніше цього ж року — писарем громадської організації "Комітет допомоги виселенцям Галичини, Буковини й Угорщини".
На початку березня 1918 року, коли Одеса була звільнена від більшовиків, Мурському доручено від імені української влади Одеси координувати відносини з австро-німецьким військовим командуванням.
10 липня 1919 року одружився з Софією Вольською, дочкою Франциски Стефанії Вольської. Свідками на весіллі були Віктор Піснячевський і видатний український монархіст В'ячеслав Липинський.
У 1920—1921 роках разом з В. Піснячевським, І. Кедрином, А. Хомиком редагував журнал «Воля» (останні 3 номери — «Воля України»), у якому надрукувала свої перші літературні твори Оксана Драгоманова, двоюрідна сестра Лесі Українки.
У 1921 році Володимир Мурський разом зі своєю дружиною, перекладачем, Софією Мурською (донька Францішки Вольської) жили у Відні, де Мурського призначили пресовим референтом посольства УНР.  Софія, у 1918—1921 роках працювала в апараті Міністерства закордонних справ УНР.
У лютому 1922 року Володимира Мурського призначили виконувачем обов`язків директора Департаменту преси та інформації Міністерства преси і пропаганди УНР.
З 1929 по 1935 рік Володимир Мурський був представником екзильного уряду УНР у Туреччині. У 1935 році помер у Стамбулі, як вважалося, внаслідок раку, але сьогоднішні дослідники пов'язують його смерть з низкою загадкових смертей діячів УНР в Стамбулі, які, можливо, були отруєні агентами ДПУ.

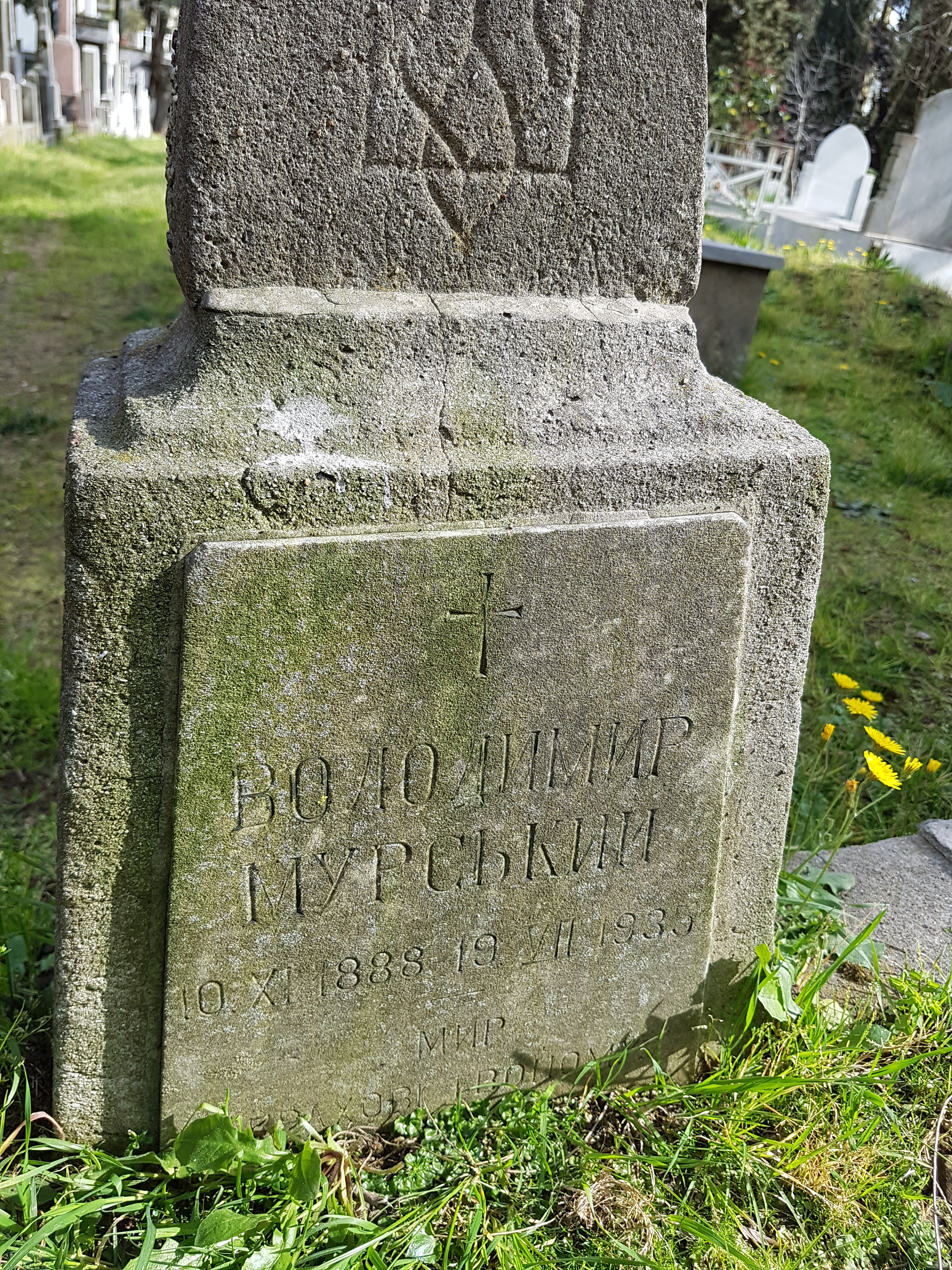
Могила В.Мурського у Стамбулі

Могила Володимира Мурського була знайдена в Стамбулі у 2018 році активісткою кримської діаспори та Українського культурного товариства Стамбула Аліє Усеїновою та зараз опікується Генеральним Консульством України у Стамбулі.
29 листопада 2020 р. під час офіційного візиту до Турецької Республіки Прем'єр-міністр України Денис Шмигаль відвідав могилу В. Мурського, вшанувавши його пам'ять.

## Родина
Дружина - Софія Мурська з Вольських (12 січня 1894, Канів — 1946, Мюнхен), взяли шлюб 10 липня 1919 у місті Відні в українській церкві святої Варвари. 
Діти:
- Софія Завалинська з Мурських (1921, Тарнів — 1995, Австралія) — дружина тюрколога Євгена Завалинського, одружилися 5 серпня 1942.
  - Внук Володимир Завалинський (нар. 18 січня 1944)
- Олена Супрун з Мурських (? — ?, Соснівка)[5]

## Автор праць
- "Ukrayna ve istiklâl mücahedeleri" (Україна та її боротьба за незалежність) (1930)
- "Yeni Rusya'nın iç yüzü" (Справжнє обличчя нової Росії) (1932)

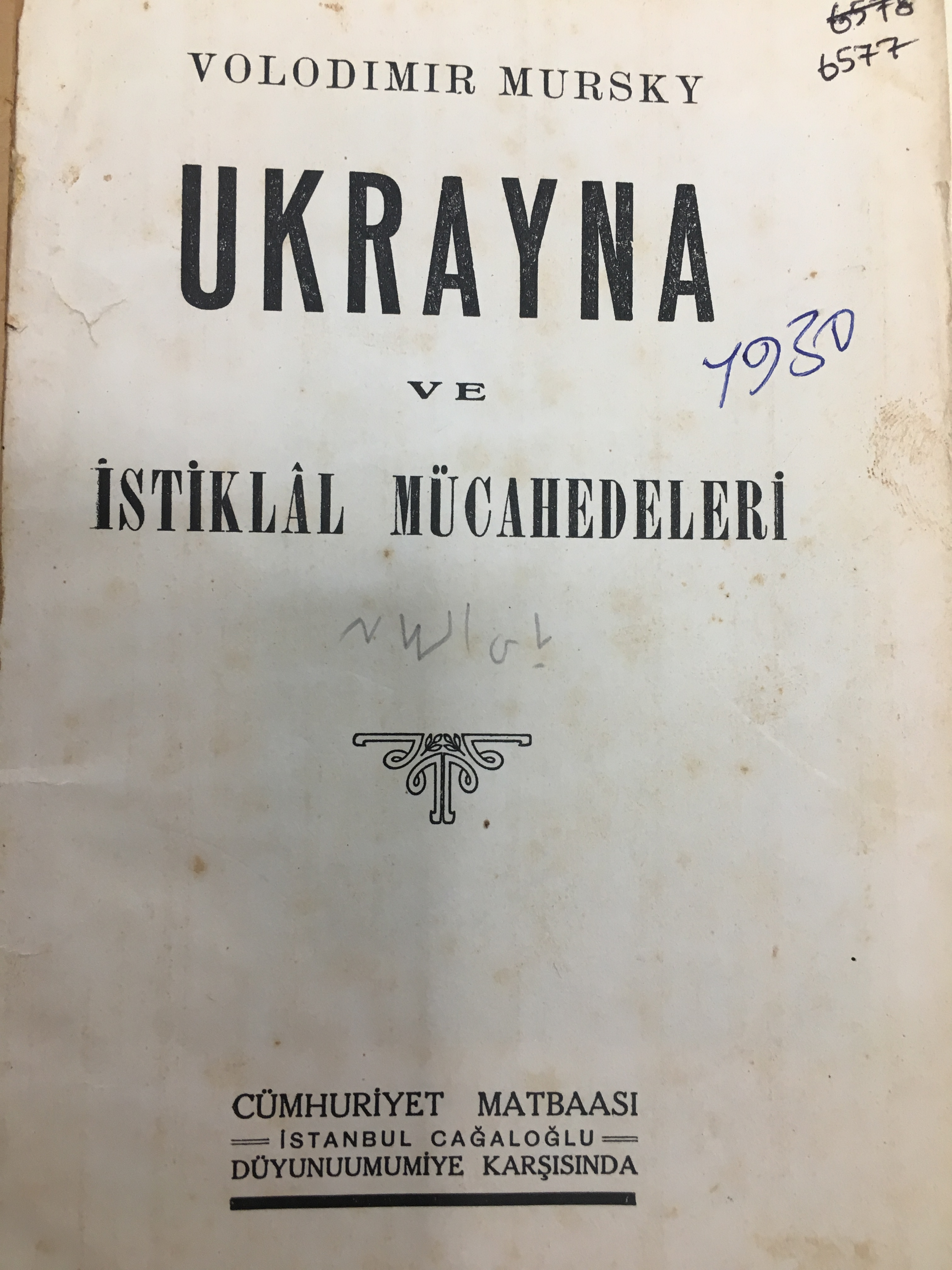